# Palpelius jocosus
Palpelius jocosus är en spindelart som först beskrevs av Simon 1902.  Palpelius jocosus ingår i släktet Palpelius och familjen hoppspindlar. Inga underarter finns listade i Catalogue of Life.